# Barabássy Erzsébet
Barabássy Erzsébet (Gyergyószentmiklós, 1914. június 20. – Kolozsvár, 1973. október 28.) segédrendező, művészeti író, színikritikus. Kéki Béla, majd Fodor Ernő felesége.

## Életútja
1948-tól a kolozsvári Állami Magyar Színház segédrendezője. 1956-tól színjátszási metodológus a kolozsvári Népi Alkotások Házánál, majd 1966-tól színházi dokumentációs könyvtárosi beosztásban dolgozott. A Művelődés munkatársa, színikritikáit az Utunk és az Igazság közölte. Szerkesztésében és előszavával jelent meg a Kék virág c. gyermekszíndarab-gyűjtemény (1961).